# Ястребки (платформа)
Ястребки́ — остановочный пункт Большого кольца Московской железной дороги в Одинцовском районе Московской области. Ранее была станцией.
Состоит из двух низких боковых платформ, по длине рассчитанных на приём двенадцативагонного электропоезда. Западная платформа не отремонтирована, в зарастающем состоянии. У восточной платформы находится станционное здание, от него осуществляется подход к платформе. Переход на западную — по настилу в южной части платформ.
Южнее остановочного пункта расположена деревня Ястребки, которая и дала название.
На остановочном пункте Ястребки ежедневно останавливается 3 пары электропоездов сообщением на север до Поварово-2, на юг до станций Кубинка-1, Бекасово-1, Детково.
Среднее время в пути электропоезда от Ястребков до ст. Кубинка-1 (пересадка на электропоезда Белорусского направления) составляет 20 минут, до платформы 165 км (пересадка на электропоезда Рижского направления от ст. Манихино-1) — 35 минут.

## Галерея

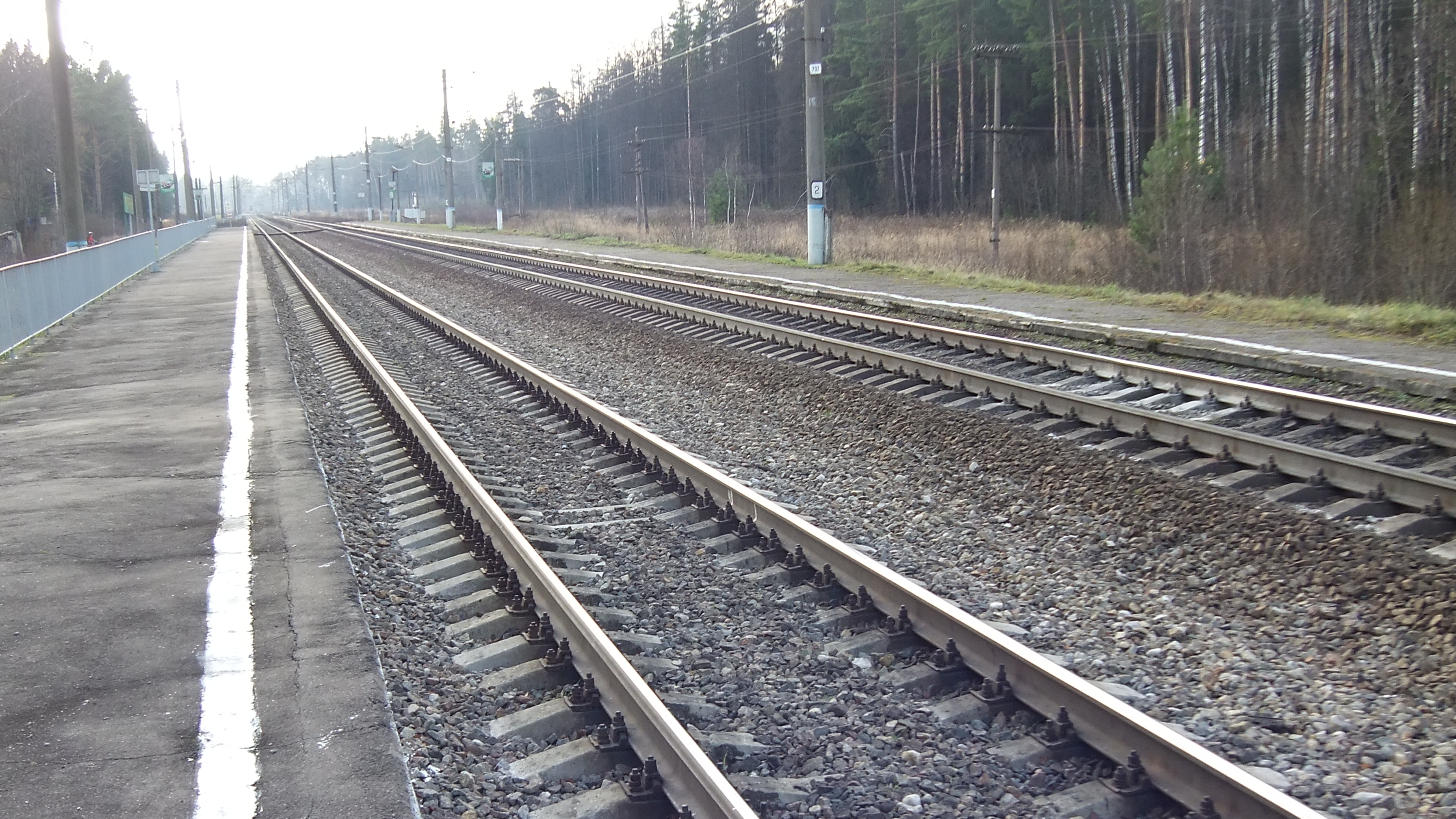
Вид с северо-востока.
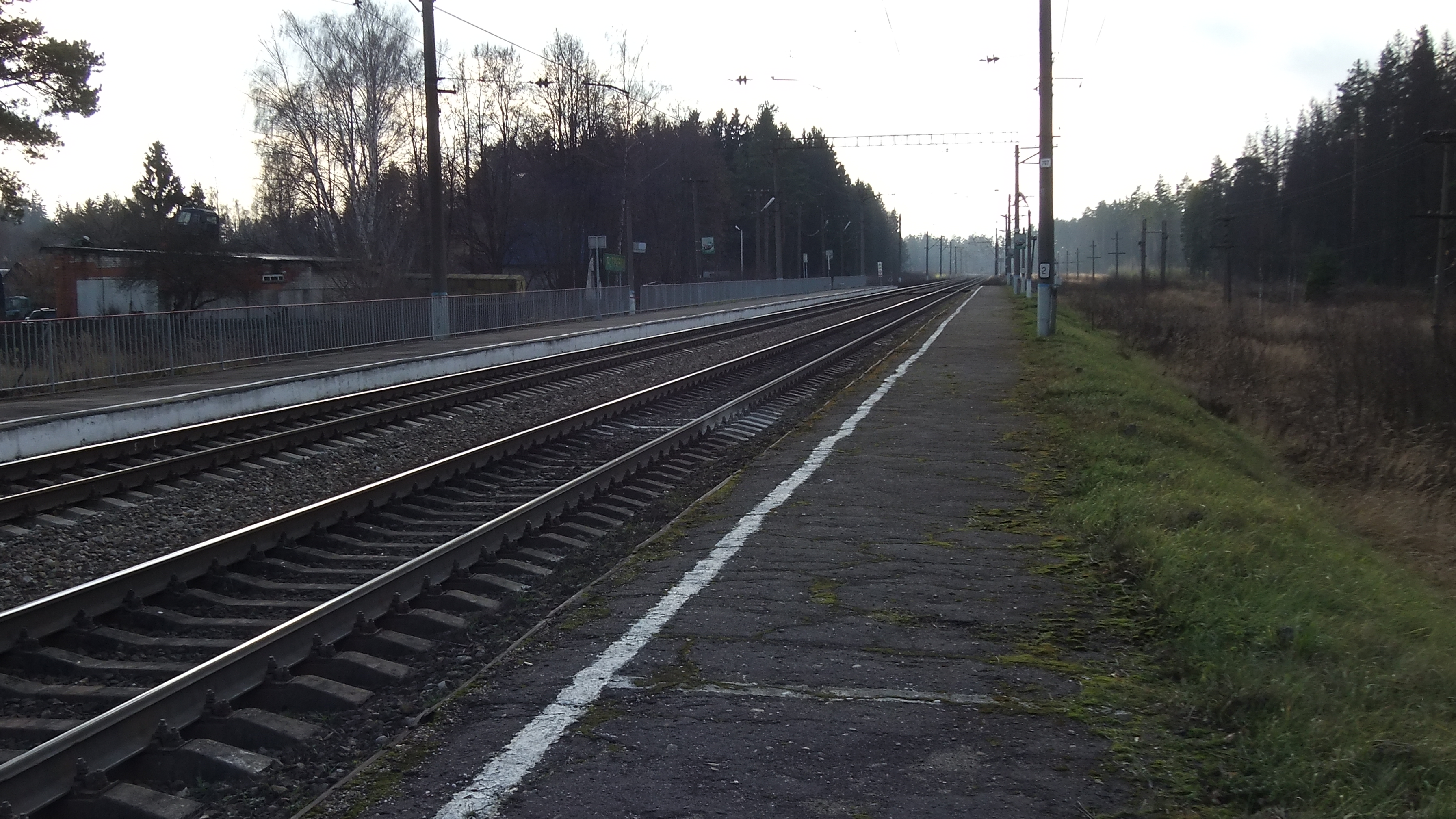
Вид с северо-запада.
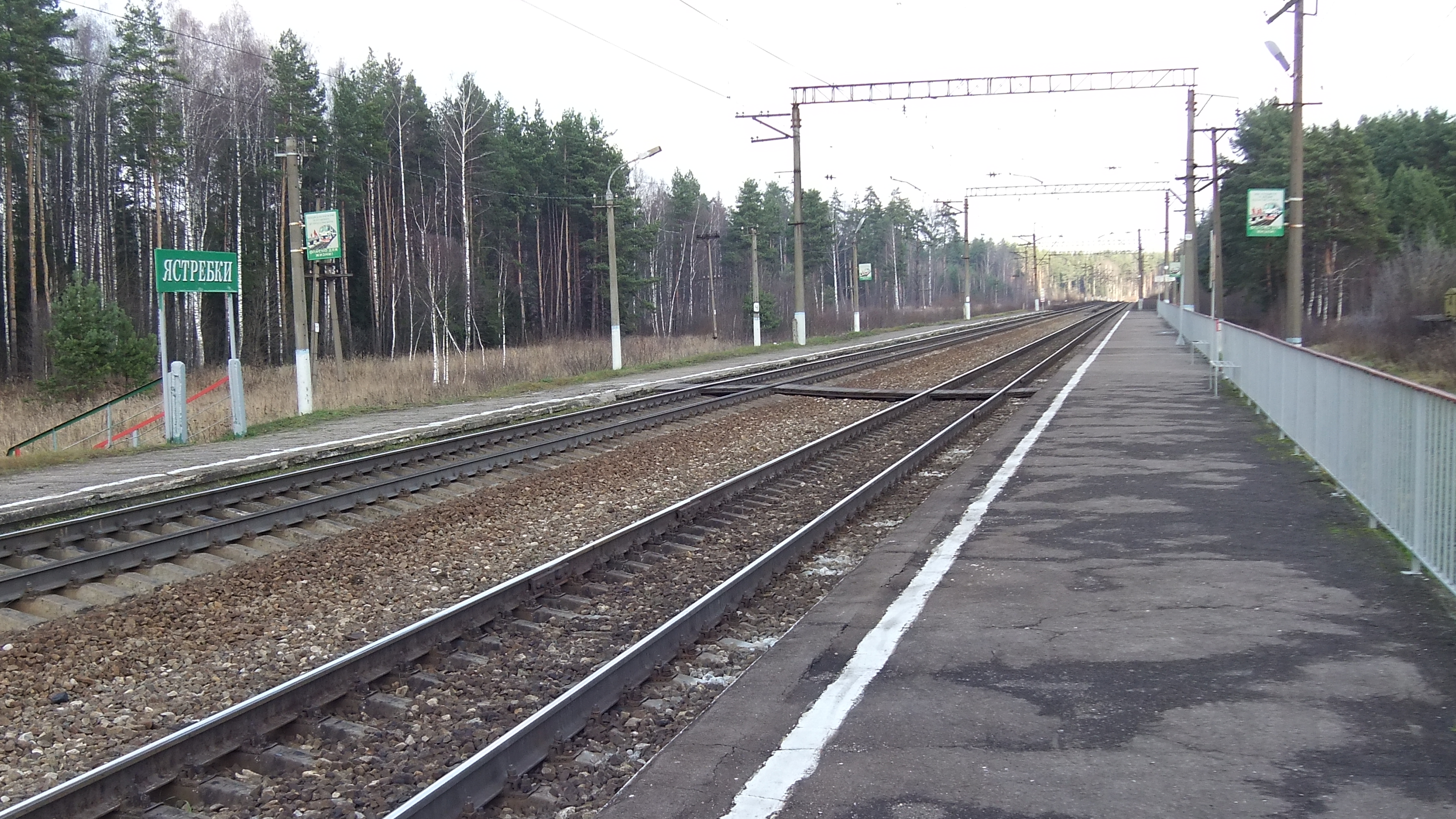
Вид с юго-востока.
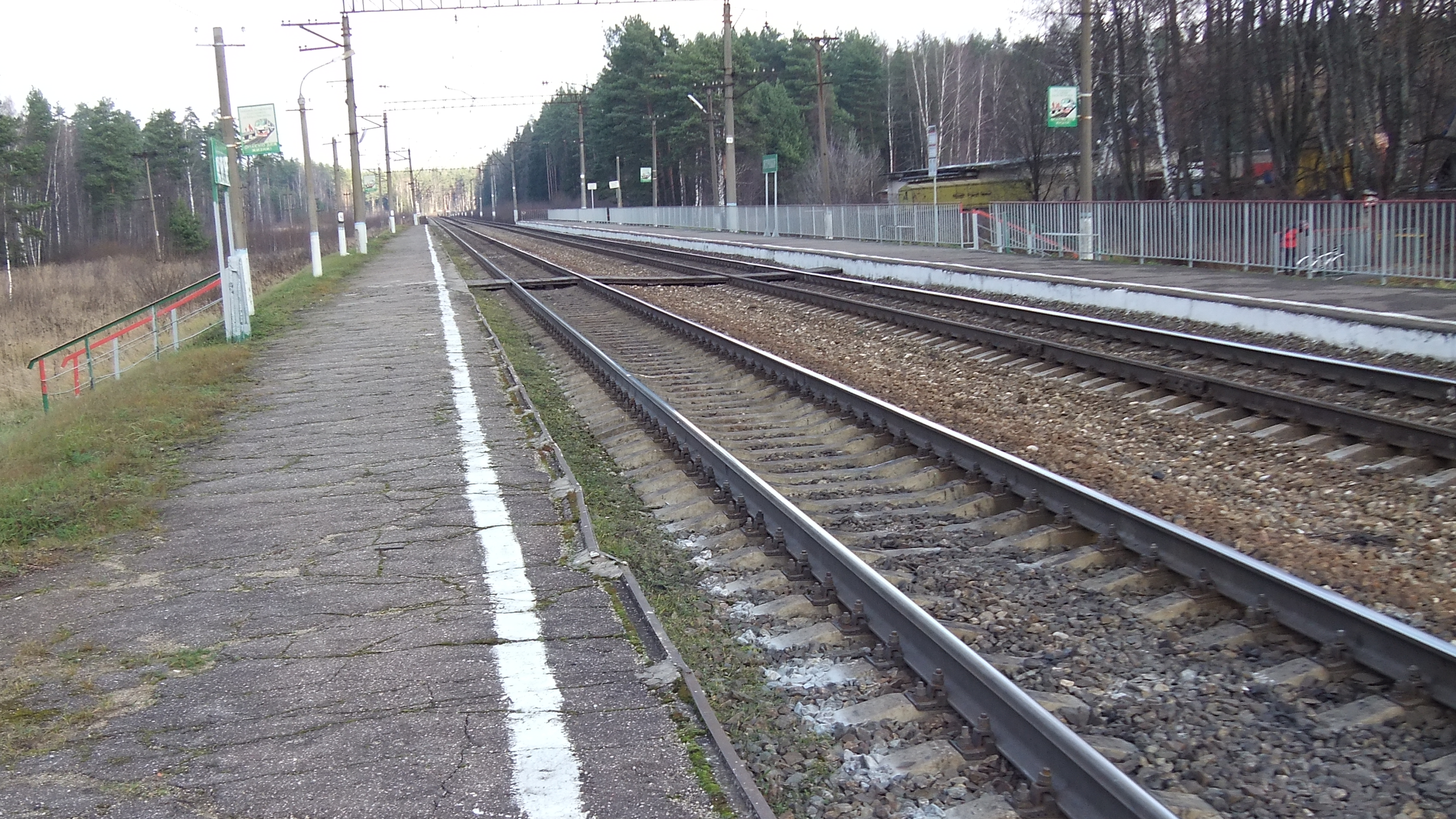
Вид с юго-запада.
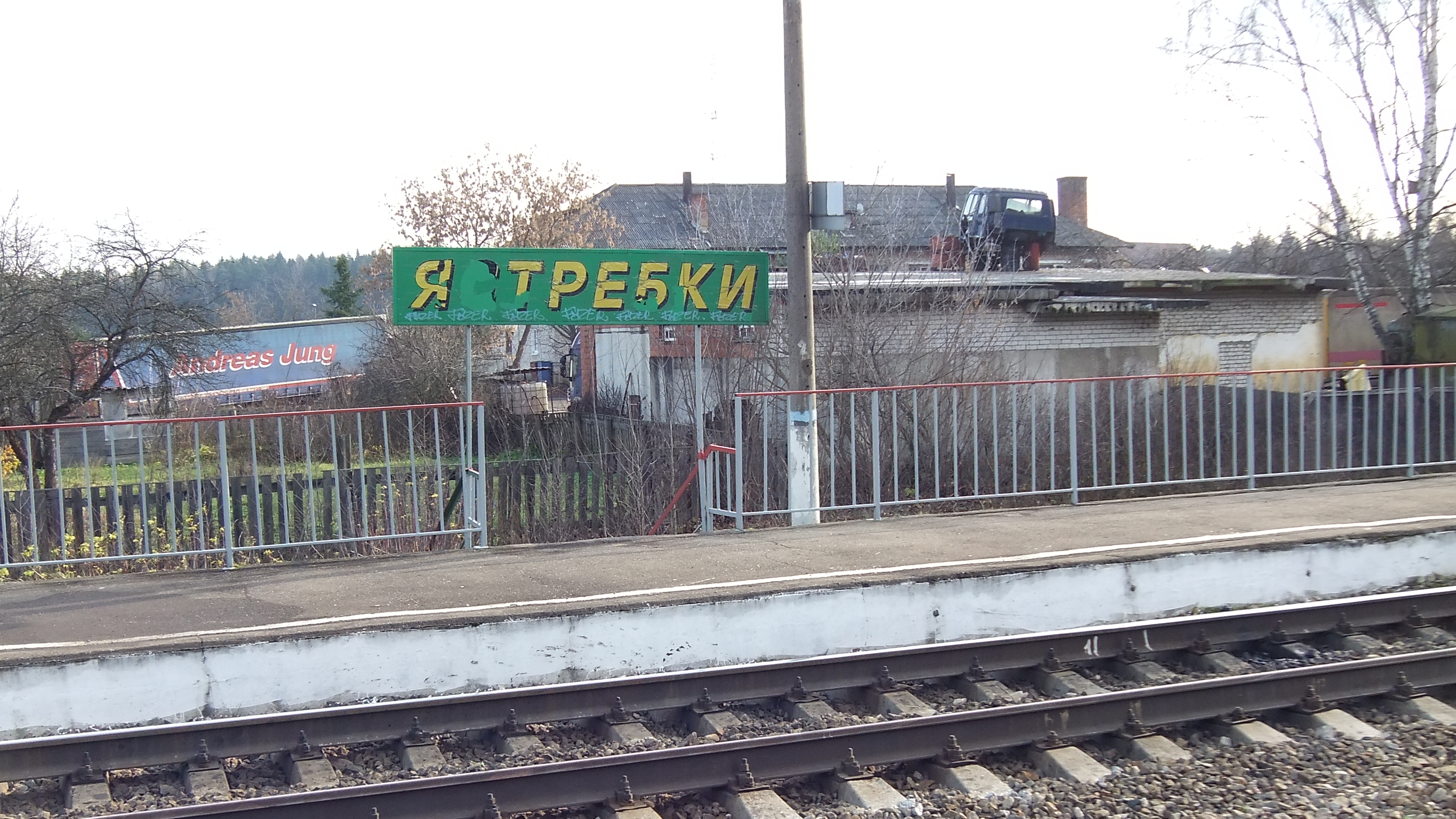
Старая вывеска с названием на восточной платформе.
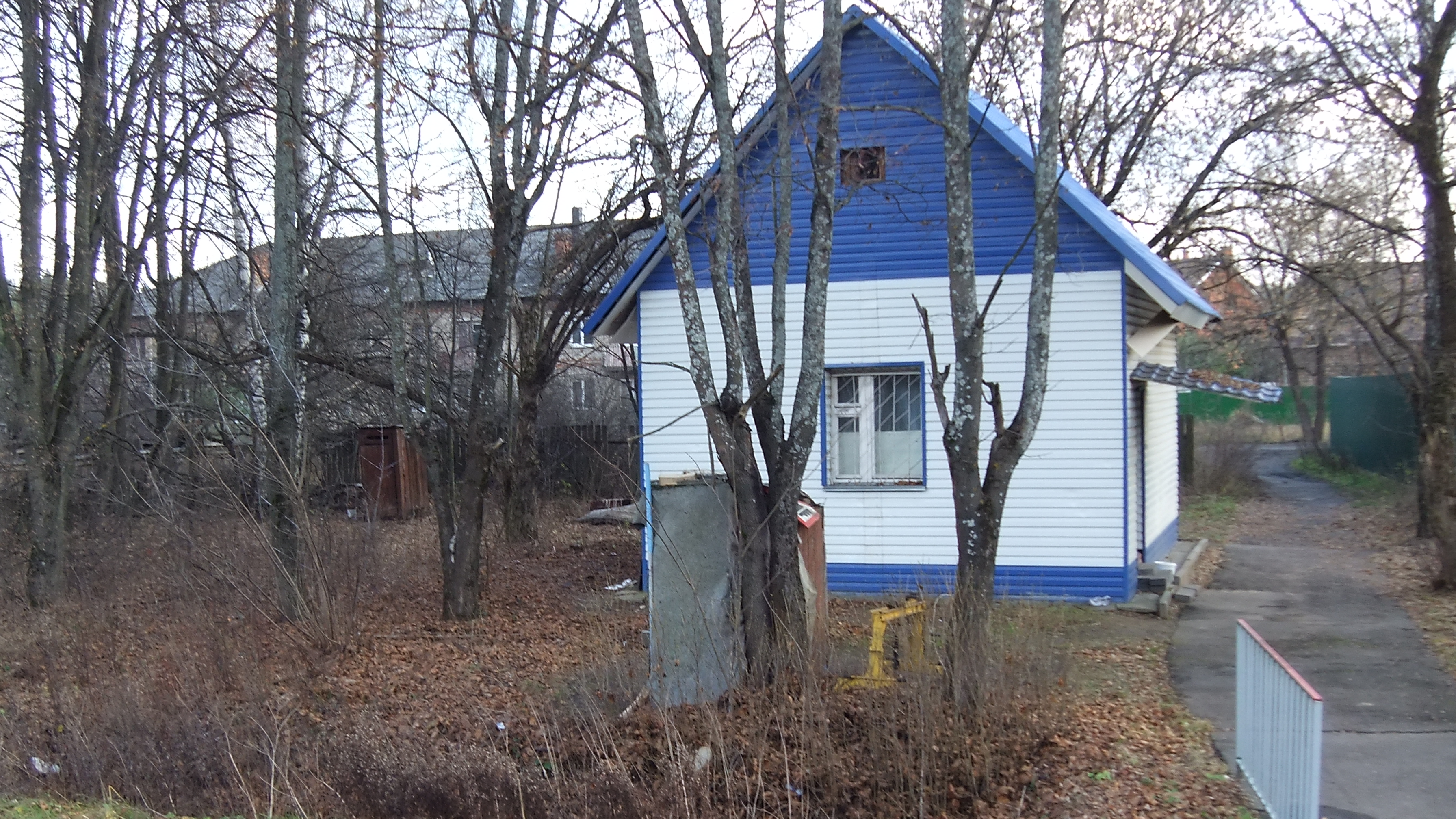
Станционное здание у восточной платформы.
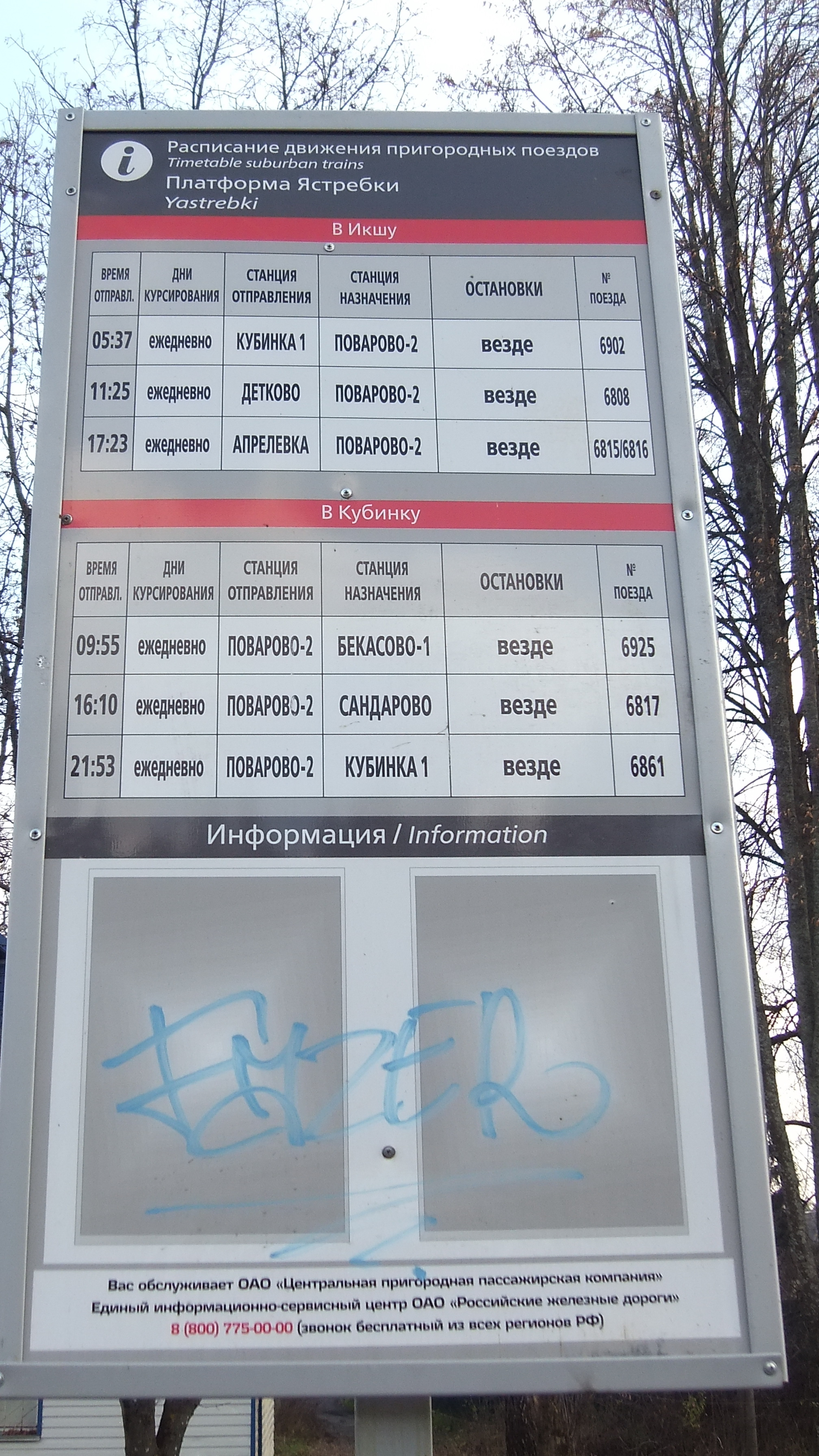
Расписание 2013.
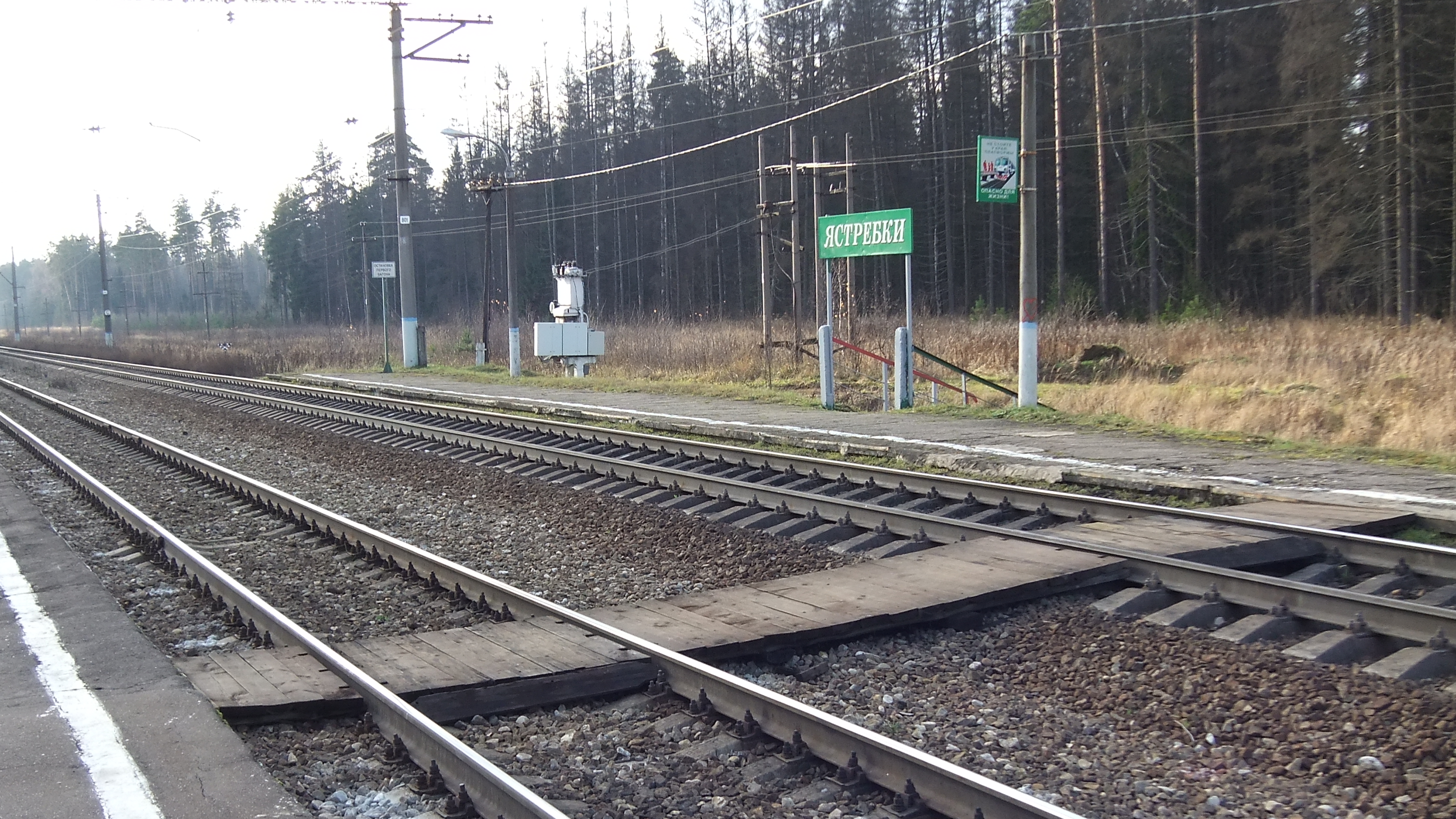
Пешеходный настил, сход в никуда с западной платформы.